# ماركوس بالمر
ماركوس بالمر (بالإنجليزية: Marcus Palmer)‏ (6 يناير 1988 غلوستر المملكة المتحدة - ) هو لاعب كرة قدم بريطاني يلعب كمهاجم.

## روابط خارجية
- ماركوس بالمر على موقع قاعدة بيانات كرة القدم.إي يو (الإنجليزية)
- ماركوس بالمر على موقع Soccerbase.com (لاعب) (الإنجليزية)